# Konichon dominicain
Tangara cornichon
Espèce
Statut de conservation UICN

 NT  : Quasi menacé
Le Konichon dominicain (Calyptophilus frugivorus), aussi appelé Tangara cornichon, est une espèce de passereaux appartenant à la famille des Thraupidae.